# グレーサー反応

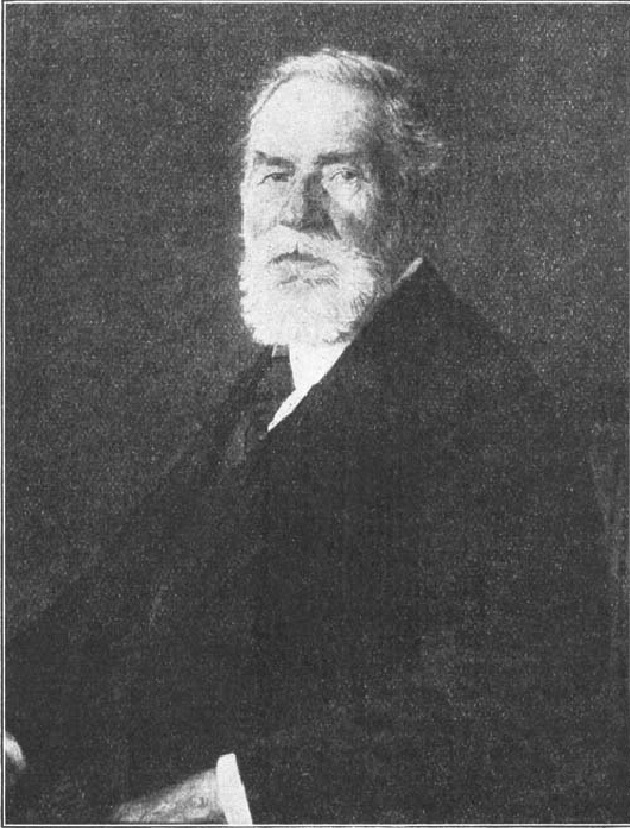
反応を発見したカール・アンドレアス・グレーサー

グレーサー反応（グレーサーはんのう、Glaser reaction）またはグレーサーカップリングとは塩基溶媒中で末端アセチレンと塩化銅(I)から銅アセチリドを得て、酸素を通してホモカップリングでジインを生成する化学反応である。1869年、カール・アンドレアス・グレーサーにより報告された。
{\displaystyle {\ce {C6H5-C\equiv {C-H}+CuCl->C6H5-C\equiv C-Cu\downarrow }}}
{\displaystyle {\ce {2C6H5-C\equiv {C-Cu}+O2->C6H5-C\equiv C-C\equiv C-C6H5}}}
オリジナルの系ではアンモニア水/エタノールの混合溶媒中で銅アセチリドを沈殿させ、それを空気にさらしていた。

## 変法
グレーサー反応にはいくつかの修正法があり、それらも含めてグレーサー反応と呼ぶこともある。

### エグリントンカップリング
エグリントンカップリング (Eglinton coupling) は、ピリジンを溶媒とし、過剰量の酢酸銅(II) を触媒および酸化剤として用いる手法である。高希釈下の大員環合成に向いている。
{\displaystyle {\ce {R-C\equiv {C-H}+{\mathit {excess}}Cu(OAc)2->R-C\equiv C-C\equiv C-R{\mathit {(inpyridine)}}}}}

### ヘイカップリング
ヘイカップリング (Hay coupling) はTMEDA などの二座配位子を持つ銅錯体を触媒量だけ用い、酸素を酸化剤としてホモカップリングさせる手法である。二座配位子の添加により中間体として発生する銅アセチリドの溶解性を確保し、沈降による反応停止を防ぐ。
{\displaystyle {\ce {2R-C\equiv {C-H}+{\mathit {cat.}}CuCl\bullet TMEDA\ +O2->R-C\equiv C-C\equiv C-R}}}

## 反応機構
以前は銅アセチリドが酸化を受けてアルキニルラジカルが発生し、それが二量化してジインとなるものと考えられていた。
{\displaystyle {\ce {R-C\equiv {C-Cu}+Cu(II)->R-C\equiv {C\bullet }+2Cu(I)}}}
{\displaystyle {\ce {2R-C\equiv C\bullet ->R-C\equiv C-C\equiv C-R}}}
1964年に F. Bohlmann らが π錯体を経る二核型の機構を提唱し、現在ではそちらが支持を受けている。

## 関連する反応

### カディオ＝ホトキェヴィチカップリング
カディオ＝ホトキェヴィチカップリングは、基質としてアルキニルハロゲン化物と末端アセチレンを用いたクロスカップリング反応である。非対称ジインの合成に向く。パラジウムを触媒とする手法も知られる。
{\displaystyle {\ce {R-C\equiv {C-Br}+R'-C\equiv {C-H}+CuCl->R-C\equiv C-C\equiv C-R'}}}
ほか、アルキニル基を持つ有機金属化合物を基質とするカップリング反応が報告されている。